# Чатъм (архипелаг)
Чатъм (на английски: Chatham Archipelago) е вулканичен архипелаг, в югозападната част на тихия океан, влизащ в състава на Нова Зеландия. Намира се на около 800 km източно от Южния остров на Нова Зеландия.

## География
Състои се от десет острова, разпръснати в радиус от 40 km. Основният остров Чатъм има площ от 899 km2 и е най-населен от целия архипелаг със 750 постоянни жители. В състава на архипелага влизат 10 острова, от които 2 по-големи – Чатъм и Пит и само те са обитаеми. Обща площ 966 km2. Най-висока точка – 294 м. Климатът на островите е влажен и с почти целогодишни ветрове. Зимни (юни-август) температури – около 6 °C, летни (януари-март) – около 14 °C. Срдногодишни валежи около 900 мм. Големи участъци от островите са заети от блата, влажни пасища и храстовидна хвойна. На островите е въведен особен часови пояс, различаващ се с 45 минути напред от времето в Нова Зеландия.

## История
Островите са населени около 14 – 15 век от полинезийски племена, от които по-късно се формира народа мориори. Островите са открити на 29 ноември 1791 от английския капитан Уилям Робърт Броутън, като част от експедицията на Джордж Ванкувър. Официално островите стават част от Нова Зеландия през 1832 г.

## Население
Към 2007 г. населението на островите наброява 564 души, от които около 400 са потомци на европейски преселници, няколко десетки са новозеландски маори и около 150 – мориори (коренните жители на островите). Административен център е селището Уаитанги с население около 200 души.